# Restauracja Meiji
Restauracja Meiji (jap. 明治維新 Meiji Ishin) – przełom w ustroju władzy, jaki się dokonał w Cesarstwie Japońskim w 1868 roku. Cesarz Mutsuhito uzyskał pełnię władzy w państwie po tym, jak siły sprzeciwiające się rządom siogunów rodu Tokugawa obaliły ostatniego sioguna Yoshinobu Tokugawę, co zakończyło okres Edo i było początkiem okresu Meiji. W następstwie tego przewrotu Japonia rozpoczęła proces szybkiej modernizacji i otwarcia na wpływy Zachodu.

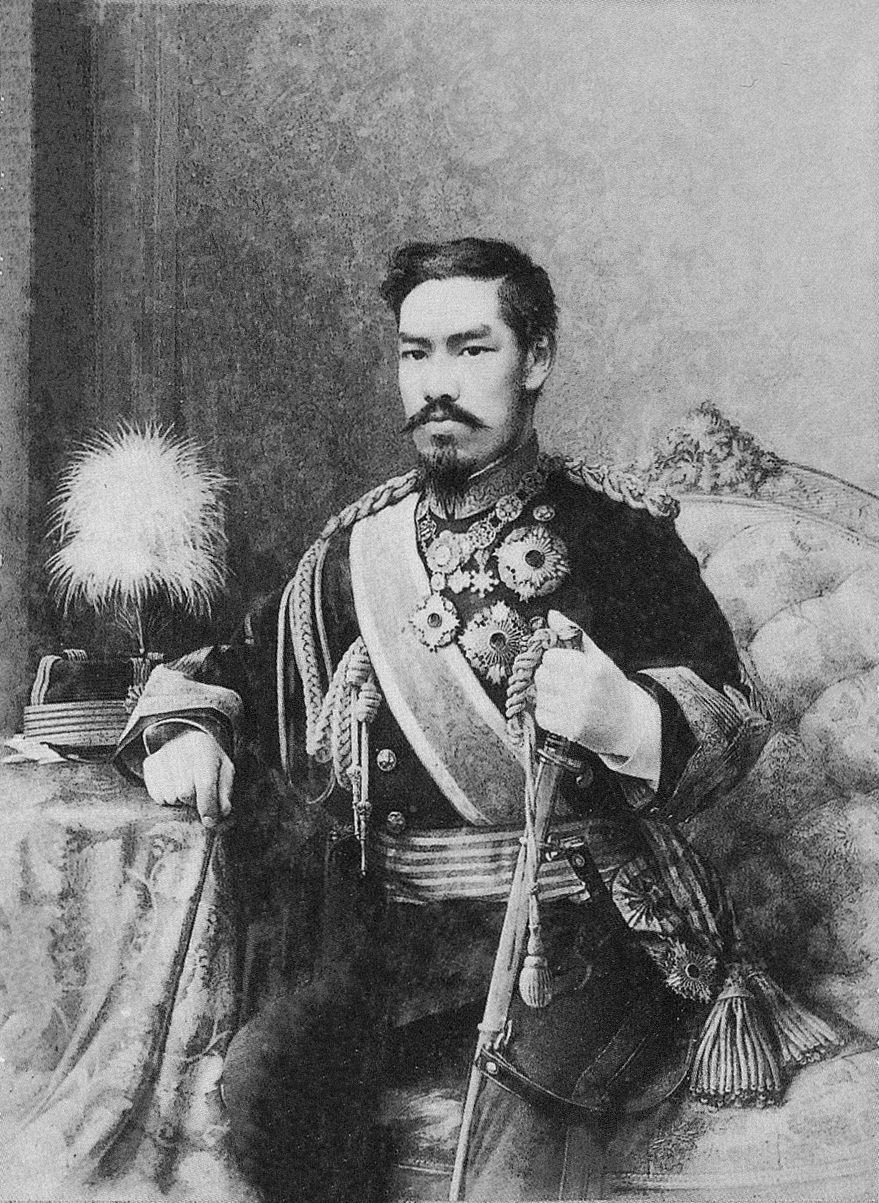
Cesarz Meiji (Mutsuhito) w młodości

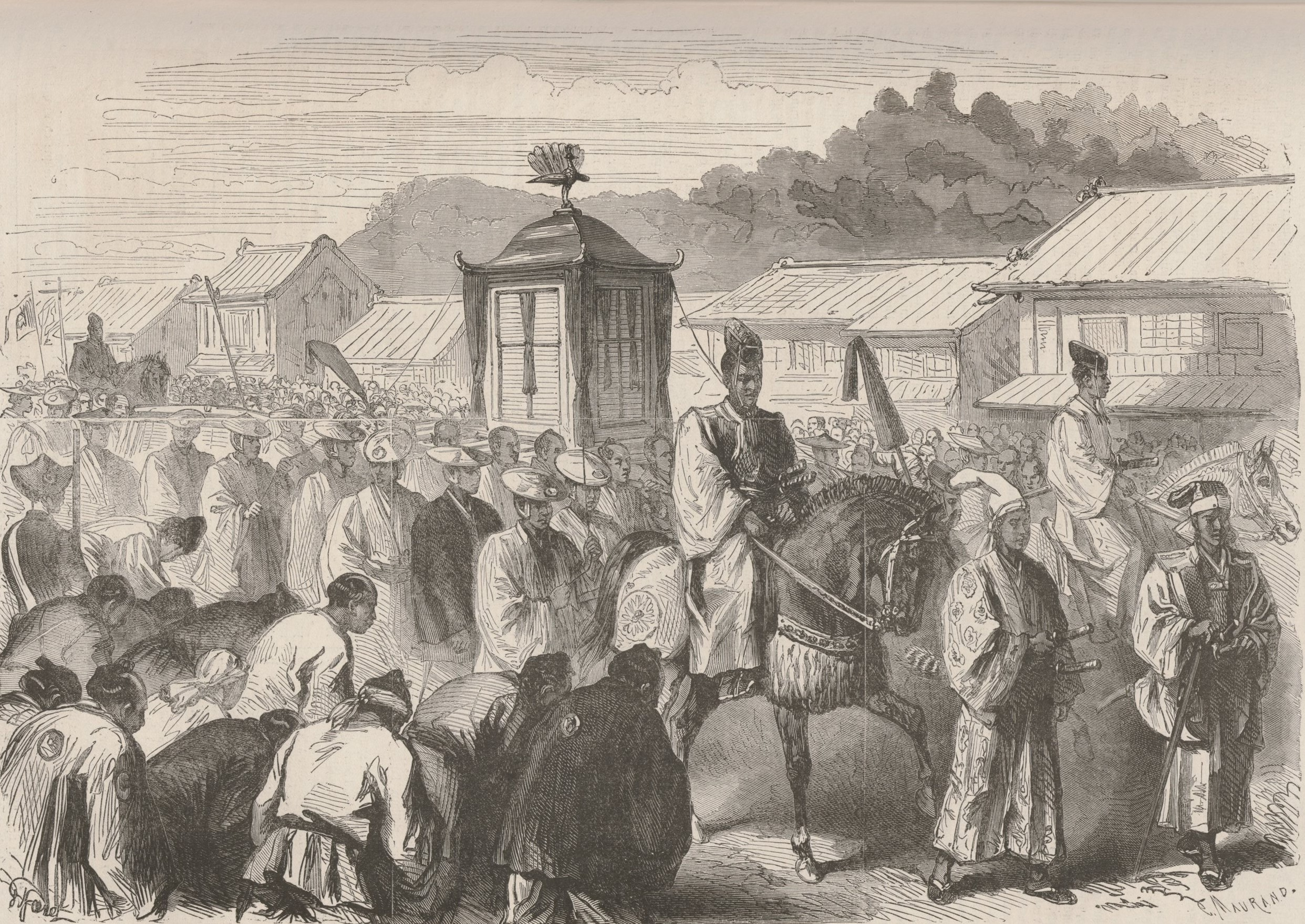
Cesarz Mutsuhito w drodze z Kioto do Tokio ("Le Monde Illustre", 1869)

6 kwietnia 1868 roku Mutsuhito ogłosił tak zwaną przysięgę cesarską. Zapowiedział w niej przeprowadzenie w kraju głębokich reform. Jednocześnie przeniósł stolicę z Kioto do Edo, któremu nadał nową nazwę Tokio ("Wschodnia Stolica").
Zniesione zostały wtedy struktury feudalne przez przejęcie lenn od samurajów, którym wypłacono odprawy pieniężne. Wprowadzono powszechne szkolnictwo, stypendia dla studiujących za granicą, zreformowano system lecznictwa, administrację, sądownictwo i system monetarny. Wprowadzono powszechny obowiązek służby wojskowej i zreorganizowano armię według wzorów pruskich, a marynarkę wojenną według wzorów brytyjskich.
Japonia podjęła wówczas ambitnie współzawodnictwo gospodarcze z Zachodem. Korzystając szeroko z zagranicznych specjalistów, maszyn, urządzeń i wynalazków, budowano nowoczesny przemysł, utworzono wielkie koncerny bankowo-przemysłowe Mitsui, Mitsubishi, Sumitomo i inne. Utworzono pocztę, zbudowano pierwszą linię kolejową z Tokio do Jokohamy.
Nowe warunki gospodarki kapitalistycznej powodowały jednak napięcia w stosunkach społecznych. Powstały różne organizacje walczące o prawa pracownicze, zawiązały się partie polityczne. W wyniku ich działalności, nacisków i walki wprowadzona została w cesarstwie w 1889 roku konstytucja, a w 1890 roku parlament. 